# Pritchardia pacifica
Espèce
Synonymes
- Eupritchardia pacifica (Seem. & H.Wendl.) Kuntze[2]
- Pritchardia pacifica var. marquisensis F.Br.[2]
- Pritchardia woodfordiana (nomen nudum)[3]
- Styloma pacifica (Seem. & H.Wendl.) O.F.Cook[2]
- Washingtonia pacifica (Seem. & H.Wendl.) Kuntze[2]

Statut de conservation UICN

 DD  : Données insuffisantes
Pritchardia pacifica est une espèce de plantes du genre Pritchardia de la famille des Arecaceae.

## Liste des variétés
Selon Tropicos (19 septembre 2020) (Attention liste brute contenant possiblement des synonymes) :
- variété Pritchardia pacifica var. marquisensis F. Br.
- variété Pritchardia pacifica var. pacifica
- variété Pritchardia pacifica var. samoensis Becc.